# جان استفورد
جان استفورد (انگلیسی: John Stafford؛ ‏ ۱۸۹۳ – ۱۹۶۷) کارگردان و تهیه‌کننده فیلم اهل انگلستان بود.
از فیلم‌هایی که وی در آن‌ها نقش داشته‌است، می‌توان به تهران، زنی بدون نام و دیک تورپین اشاره نمود.